# Qusay Hussein
Qusay Hussein (født 17. maj 1966, død 22. juli 2003) var Saddam Husseins anden søn. Han var leder af den irakiske efterretningstjeneste, også kendt som "det hemmelige politi".
Qusay Hussein flygtede efter USA invaderede Irak, og der blev fastsat en dusør på 15 millioner dollars for relevante informationer, der kunne lede amerikanske koalitionsstyrker til ham.